# آدولف داسلر
آدولف داسلر (به آلمانی: Adolf Dassler) (زادهٔ ۳ نوامبر ۱۹۰۰ – درگذشتهٔ ۶ سپتامبر ۱۹۷۸) طراح کفش و کارآفرین آلمانی بود، که در سال ۱۹۲۴ شرکت آدیداس را با مشارکت برادر بزرگترش، رودولف داسلر، تأسیس کرد. این شرکت در ابتدا تحت نام «کارخانهٔ کفش برادران داسلر» فعالیت خود را آغاز نمود.
در سال ۱۹۴۸، پس از بروز مشکل میان برادران داسلر، رودولف از شرکت جدا شد و شرکت پوما را تأسیس کرد. در پی جدایی او، آدولف نیز نام شرکت را به «آدیداس» تغییر داد. واژهٔ آدیداس، از نام مستعار آدولف (آدی) و ابتدای نام خانوادگی وی (داسلر: داس (یعنی آدی+داس)) گرفته شده‌است.
آدولف داسلر در سال ۱۹۷۸ در هرتسوگن‌آوراخ، آلمان غربی درگذشت و پس از او، پسرش هورست داسلر مدیریت شرکت آدیداس را در دست گرفت. در ۱۹۸۷ هورست داسلر نیز درگذشت، ولی شرکت آدیداس همچنان در کنترل خانوادهٔ داسلر قرار داشت، تا اینکه در سال ۱۹۹۵ سهام این شرکت، به‌صورت عمومی، واگذار گردید.